# Comuna Bîkova Hreblea, Bila Țerkva
Bîkova Hreblea (în ucraineană Бикова Гребля) este o comună în raionul Bila Țerkva, regiunea Kiev, Ucraina, formată din satele Bîkova Hreblea (reședința) și Cerkas.

## Demografie
Componența lingvistică a comunei Bîkova Hreblea
     Ucraineană (99,5%)
     Alte limbi (0,41%)
Conform recensământului din 2001, majoritatea populației comunei Bîkova Hreblea era vorbitoare de ucraineană (99,5%), existând în minoritate și vorbitori de alte limbi.